# Stratiodrilus robustus
Stratiodrilus robustus är en ringmaskart som beskrevs av Steiner och Ayrton Amaral 1999. Stratiodrilus robustus ingår i släktet Stratiodrilus och familjen Histriobdellidae. Inga underarter finns listade i Catalogue of Life.